# Traunfelsia elongata
Traunfelsia elongata is een platworm (Platyhelminthes). De worm is tweeslachtig. De soort leeft in het zoute water.
Het geslacht Traunfelsia, waarin de platworm wordt geplaatst, wordt tot de familie Boniniidae gerekend. De wetenschappelijke naam van de soort werd voor het eerst geldig gepubliceerd in 1906 door Laidlaw.